# Référendum saint-marinais de 2019
Un double référendum a lieu le 2 juin 2019 à Saint-Marin. Les électeurs sont amenés à se prononcer sur deux projets : une initiative populaire proposant de conditionner la tenue d'un second tour lors des élections législatives nationales à l'échec d'une période de négociation pour la formation d'une coalition, ainsi qu'un projet de loi parlementaire étendant la protection contre les discriminations assurée par la constitution à celles basées sur l'orientation sexuelle.
La population approuve à 60,58 % la proposition populaire de réforme de la loi électorale, et à 71,46 % celle de protection contre les discriminations liées à l'orientation sexuelle.

## Objets

### Second tour facultatif aux législatives

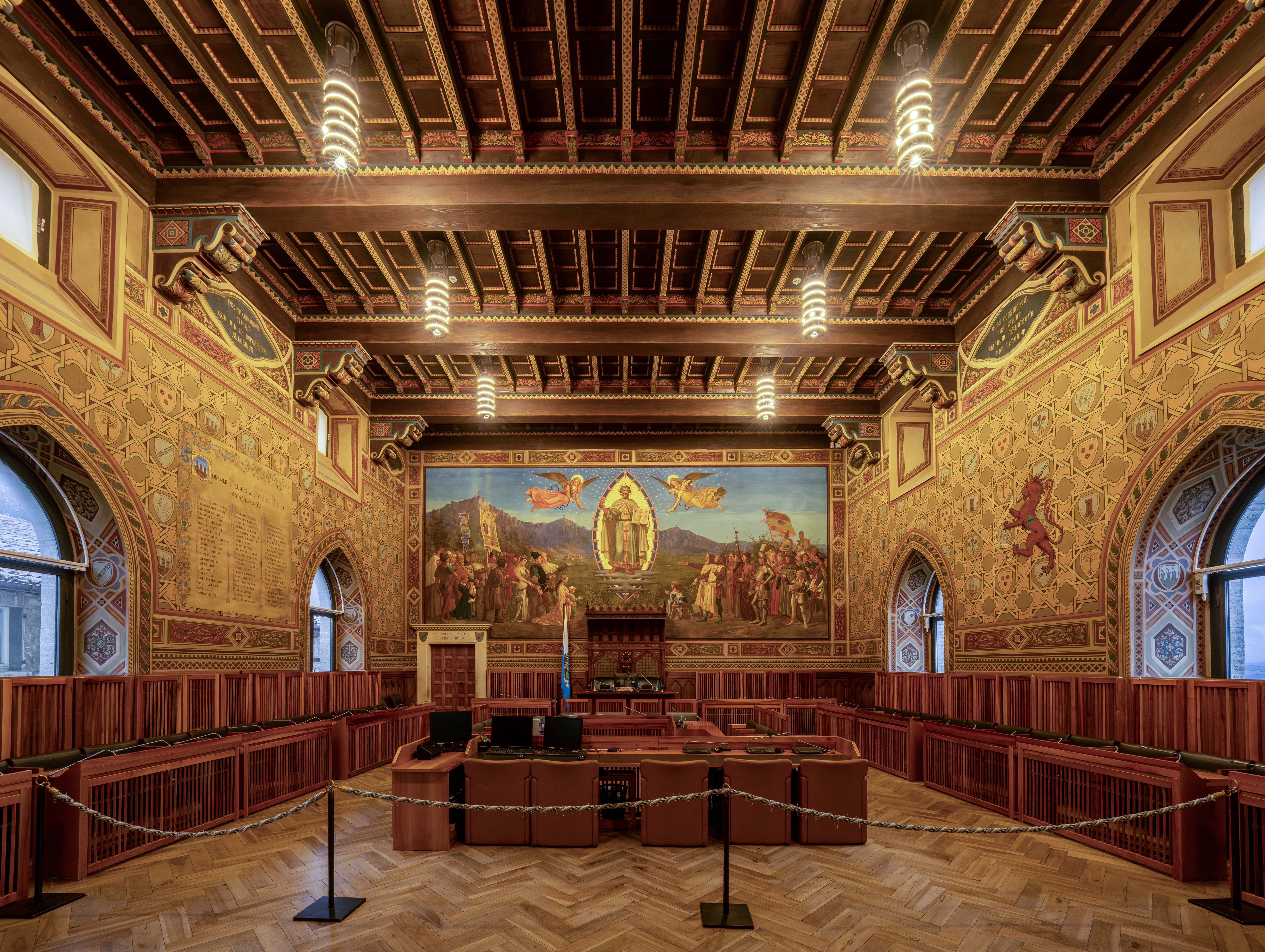
Salle du Grand Conseil général.

Saint-Marin est doté d'un parlement unicaméral, le Grand Conseil général, dont les membres sont élus au scrutin proportionnel de liste, couplé à une prime majoritaire via un second tour. Le paysage politique du pays est par conséquent formé de plusieurs partis dont aucun ne détient seul la majorité absolue, et qui se regroupent en larges coalitions formées préalablement aux élections. La loi électorale compense l'éparpillement des partis en permettant aux deux coalitions arrivées en tête de s'opposer lors d'un second tour afin de décrocher une prime majoritaire permettant d'obtenir la majorité absolue, tout en attribuant des sièges aux autres listes dont celles ne participant pas à ce ballotage. Les élections de 2016 ont ainsi vu huit partis remporter des sièges, pour un total de trois coalitions.
Un comité d'initiative propose que le second tour ne soit plus automatique en cas de parlement sans majorité. Est ainsi proposé que les élections soient suivies d'une période de deux fois quinze jours au cours de laquelle les deux partis arrivés individuellement en tête du scrutin aient chacun la possibilité de former avec d'autres partis un gouvernement de coalition disposant de la majorité absolue. À défaut, passé ce délai, un second tour serait organisé entre les deux partis ou coalitions ayant réuni le plus de voix, dans les mêmes termes que la méthode jusqu'alors utilisée,,.
Ce référendum d'origine populaire a lieu dans le cadre de la Nuove norme in materia di referendum e iniziativa legislativa popolare de 1994 qui permet à la population saint-marinaise de mettre en œuvre un référendum législatif afin de voter sur une proposition de loi, ou abrogatif afin au contraire d'en abroger une existante, et ce dans plusieurs domaines relevant des attributions et des compétences du Grand Conseil général,.
Les signatures d'au moins 1,5 % des électeurs inscrits sur les listes électorales doivent pour cela être réunies dans un délai de 45 jours pour une proposition de loi, ou 90 jours pour une abrogation. Lors des élections législatives de 2016, un total d'un peu moins de 34 000 électeurs étaient inscrits sur les listes, ce qui équivaut alors à un seuil d'un peu plus de 500 signatures,. Le comité citoyen à l'origine de la collecte de signature transmet en premier lieu sa proposition au collège de garantie (Collegio dei Garanti, CdG) qui en vérifie et en annonce la validité. La période de collecte commence ensuite dès son annonce.
Le comité d'initiative soutenu par le Parti démocrate-chrétien soumet le 8 octobre 2018 plusieurs projets, dont celui du second tour législatif. Après un premier rejet de la question le 25 octobre, le projet est amendé et reçoit finalement l'aval du CdG le 14 janvier de l'année suivante,. Lors de la période de collecte fixée du 30 janvier au 22 février 2019, le comité parvient à recueillir 1 189 signatures, soit largement le seuil exigé. Les capitaines-régents promulguent le décret d'organisation du référendum le 26 mars suivant,.

### Interdiction des discriminations sur l'orientation sexuelle
La République de Saint-Marin est dotée depuis le XVIIe siècle d'une série de textes énumérant les principes fondamentaux de son système judiciaire et de ses institutions politiques, à laquelle est assortie le 8 juillet 1974 une déclaration des droits des citoyens. Dans son article 4, celle-ci interdit explicitement les discriminations à l'encontre de plusieurs groupes d'individus, mais ne mentionne pas celles faites sur la base de leur orientation sexuelle. Depuis le 26 février 2002, cette déclaration dispose de facto d'un statut comparable à celui d'une constitution. Les articles 3 bis et 17 instituent notamment l'obligation d'un vote à la majorité qualifiée des deux tiers du total des membres du parlement pour toute révision de la déclaration elle-même ou des actes législatifs en portant application. Le parlement étant doté de soixante membres, le seuil équivaut à quarante voix favorables. Un amendement par voie référendaire est néanmoins possible.
Or, le Grand Conseil général vote le 28 avril 2018 une loi pénalisant les crimes de haine liés à l'orientation sexuelle, puis légalise les unions civiles pour les couples de même sexe le 16 novembre 2018 par 40 voix pour, 4 contre et 4 abstentions,,.
Le jour même, une proposition de loi est soumise au parlement pour inclure dans la liste des discriminations interdites par l'article 4 de la loi fondamentale celles portant sur l'orientation sexuelle. Le parlement l'approuve le 20 mars par 35 voix pour, 8 contre et une abstention. La majorité des deux tiers n'ayant pas été atteinte, les capitaines-régents choisissent huit jours plus tard de faire soumettre par décret la proposition de loi directement au vote populaire, en accord avec la constitution,.

## Conditions de validité
Le référendum est légalement contraignant. Jusqu'en 2016, les propositions d'origine populaire n'étaient néanmoins considérées comme valides qu'à la condition de recueillir la majorité absolue des suffrages exprimés ainsi qu'au moins 25 % des inscrits en faveur de la proposition, ce qui équivalait de fait à un quorum de participation au minimum égal à ce seuil,,,. Lors du référendum de 2016, la population approuve cependant la proposition de suppression du quorum par 58,58 % de voix favorables, équivalant à 27,36 %  des inscrits. Le référendum de 2019 est par conséquent le premier à ne pas être soumis à ce quorum. La simple majorité des voix exprimées est suffisante pour en valider le résultat.

## Résultats
Les électeurs votent sur des bulletins séparés de couleurs différentes. Les bureaux de vote sont ouverts de 7 heures à 20 heures, tandis que la vente d'alcool est interdite.
| Pour                     | 8 554  | 60,58 | 9 996  | 71,46 |  |  |  |  |
| Contre                   | 5 566  | 39,42 | 3 992  | 28,54 |  |  |  |  |
|                          |        |       |        |       |  |  |  |  |
| Votes valides            | 14 120 | 97,62 | 13 988 | 96,87 |  |  |  |  |
| Votes blancs             | 180    | 1,24  | 302    | 2,09  |  |  |  |  |
| Votes nuls               | 164    | 1,14  | 150    | 1,04  |  |  |  |  |
| Total                    | 14 464 | 100   | 14 440 | 100   |  |  |  |  |
| Abstentions              | 19 994 | 58,02 | 20 018 | 58,09 |  |  |  |  |
| Inscrits / Participation | 34 458 | 41,98 | 34 458 | 41,91 |  |  |  |  |

Référendum de proposition sur la modification de la loi électorale
| Pour 8554 (60,58 %) |  |  | Contre 5566 (39,42 %) |
| ▲                   |  |  |                       |
| Majorité absolue    |  |  |                       |

Référendum de confirmation sur l'introduction de l'interdiction des discriminations basées sur l'orientation sexuelle dans la loi constitutionnelle
| Pour 9996 (71,46 %) |  |  | Contre 3992 (28,54 %) |
| ▲                   |  |  |                       |
| Majorité absolue    |  |  |                       |

## Conséquences
Les deux propositions ayant été approuvées à de larges majorités, les projets de loi sont adoptés. Celui portant sur un second tour facultatif est mis en application à peine six mois plus tard lors des élections législatives saint-marinaises de 2019.